# Геништа, Евгений Николаевич
Евгений Николаевич Гени́шта (1908—1991) — советский специалист в области радиотехники, главный конструктор радиоаппаратуры.

## Биография
Родился 26 марта (8 апреля) 1908 года в Казани.
После окончания в 1929 году Московского техникума связи имени В. Н. Подбельского, был направлен на завод «Мосэлетрик» (ныне ОАО Московский радиозавод «Темп»), где начал свой трудовой путь. Высшего образования Е. Н. Геништа не получил из-за своего происхождения. Через год стал инженером радиолаборатории и участвовал в разработке вещательного радиоприёмника ЭЧС — экранированного четырёхлампового сетевого. Приемники серии ЭЧС выпускались серийно с 1932 года.
В 1933—1934 годах Геништа разработал батарейный радиоприёмник БИ-234. В 1936 году было начато его производство на воронежском заводе «Электросигнал», БИ-234 выпускался в больших количествах и пользовался популярностью у радиослушателей. В 1935 году Институт связи и Московский энергетический институт пригласили Е. Н. Геништу преподавать курс «Проектирование и расчет приемных устройств», конспект лекций которого был издан в 1937 году МЭИ как вузовский учебник, а в 1939 году переиздан Московским электротехническим институтом инженеров связи.
В предвоенные и военные годы Евгений Николаевич занимался созданием радиоаппаратуры для сухопутных войск и авиации. В частности, им были созданы полевые радиостанции РБ, РБМ,  13-Р. В 1943—1945 годах им были разработаны радиолокационные приборы — самолётный радиовысотомер и устройство для опознавания «Свой-чужой». После войны он разрабатывал народнохозяйственные устройства. В 1946 году создал батарейный радиоприёмник «Родина». В 1946—1947 годах под его руководством был разработан и выпущен первый в стране серийный телевизор 625-строчного стандарта «Москвич Т-1».
В 1947 году Евгения Геништу перевели в СКБ-885, и он снова занялся военной тематикой. Разрабатывал радиотехнические узлы для боевых ракет и авиабомб. В 1963 году он перешёл в НИИ Радиостроения (впоследствии преобразованное в НИИ «Кулон», ныне — ОАО «Корпорация „Фазотрон-НИИР“»), где возглавил вновь образованное направление по созданию радиолокационных головок самонаведения для управляемых ракет класса «воздух-воздух».
Жил в Москве, где умер 3 ноября 1991 года. Похоронен на Новодевичьем кладбище (участок № 4) рядом с могилами родных.

## Семья
- отец — полковник (впоследствии — генерал-лейтенант) Геништа, Николай Иванович (1865—1932)
- мать — дочь полковника Сорнева, Вера Афанасьевна (1870—1950)
- братья
  - Геништа, Лев Николаевич (1904—1990),  инженер-строитель, лауреат Сталинской премии третьей степени (1951)
  - Геништа Всеволод Николаевич (1914—1972)
  - Геништа Михаил Николаевич (1901—1918)

## Награды и премии
- орден Ленина (1955) — за создание приборов опознавания системы «Свой-чужой» и ряда серийных образцов спецтехники
- орден Ленина
- орден Красной Звезды — за разработку 13Р
- медали
- Сталинская премия второй степени (10 апреля 1942) — за разработку самолётной радионавигационной аппаратуры
- Ленинская премия (1961)
- Государственная премия СССР (1967)
- Государственная премия СССР — за разработку РГС
- Судья всесоюзной категории — за развитие радиоспорта в СССР[6]